# Ludwik Ossowski
Ludwik Rajmund Ossowski (ur. 12 września 1890 w Małej Wiskiej, zm. między 9 a 11 kwietnia 1940 w Katyniu) – podpułkownik lekarz doktor Wojska Polskiego, kawaler Krzyża Walecznych, ofiara zbrodni katyńskiej.

## Życiorys
Był synem Władysława i Walerii z Sarnowskich. Lekarz okulista, absolwent Uniwersytetu w Kijowie (1918). 3 lutego 1920 został formalnie przyjęty do Wojska Polskiego z „grupy oficerów Korpusów Wschodnich i wojska rosyjskiego” w stopniu podporucznika lekarza i przydzielony do rezerwy personalnej Szpitala Ujazdowskiego. W 1920 przydzielony do 18 Dywizji Piechoty. 26 września 1920 został zatwierdzony w stopniu kapitana lekarza z dniem 1 kwietnia 1920, pełnił wówczas służbę w 6 Armii. W 1922 był przydzielony do kompanii zapasowej sanitarnej nr 3. W 1923 jako oficer nadetatowy 1 batalionu sanitarnego w stopniu kapitana lekarza ze starszeństwem z dniem 1 czerwca 1919 i 92 lokatą był przydzielony do 1 pułku strzelców konnych na stanowisko lekarza pułku. 17 stycznia 1922 jako lekarz 8 pułku piechoty Legionów został wybrany członkiem wydziału garnizonowego Koła Towarzystwa Wiedzy Wojskowej. 1 stycznia 1928 awansowany do stopnia majora ze starszeństwem z dniem awansu i 17 lokatą w korpusie oficerów sanitarnych (grupa lekarzy), w 1930 posiadał 14 lokatę. 24 października 1930 wraz z prokuratorem Sądu Okręgowego w Płocku Dlouhem, komendantem garnizonu płockiego ppłk. Robakiewiczem, starostą płockim Godlewskim badał przyczyny wypadku samochodowego w Drobinie, w wyniku którego śmierć ponieśli ppłk dypl. Jan Tatara i radca ministerialny Stanisław Zaćwilichowski. Na pogrzebie ppłk. Tatary Ossowski wygłosił mowę pożegnalną. W 1931 został przeniesiony z garnizonowej izby chorych w Płocku do 8 pułku artylerii polowej z równoczesnym pełnieniem obowiązków komendanta tejże izby chorych. W 1934 służył w 8 pułku artylerii lekkiej. W 1937 przydzielony do 6 Szpitala Okręgowego na stanowisko ordynatora oddziału okulistycznego. Awansowany na podpułkownika ze starszeństwem z dniem 19 marca 1938. 10 kwietnia 1938 został wybrany skarbnikiem Warszawskiej Okręgowej Rady Polskiego Czerwonego Krzyża. W marcu 1939 był naczelnym lekarzem medycyny w 8 pułku artylerii lekkiej. 
W czasie kampanii wrześniowej dostał się do sowieckiej niewoli. Według stanu z 28 października 1939 był jeńcem kozielszczańskiego obozu przejściowego NKWD dla jeńców polskich. W wyniku decyzji o rozładowaniu obozów przejściowych, 2 listopada został przewieziony do Kozielska, dokąd przybył 4 listopada 1939. Między 7 a 9 kwietnia 1940 przekazany do dyspozycji naczelnika smoleńskiego obwodu NKWD – lista wywózkowa 017/3 poz. 73, nr akt 1201 z 20.04.1940. Został zamordowany między 9 a 11 kwietnia 1940 przez NKWD w lesie katyńskim. Został zidentyfikowany podczas ekshumacji prowadzonej przez Niemców w 1943 wpis w księdze czynności pod datą 5.06.1943. Figuruje liście AM-270-4019 i Komisji Technicznej PCK GARF-143-04019. Przy szczątkach w mundurze podpułkownika znaleziono książeczkę wojskową, kartę pocztową, list. Znajduje się na liście ofiar opublikowanej w Gońcu Krakowskim nr 196 i Nowym Kurierze Warszawskim nr 181.
W Archiwum Robla (pakiet 01931-02) znajduje się notatnik znaleziony przy zwłokach kapitana artylerii Edwarda Jana Kwitowskiego, w którym Osiński jest wymieniony na niedatowanej liście jeńców obozu w Kozielsku.   
Krewni do 1951 poszukiwali informacji przez Biuro Informacji i Badań Polskiego Czerwonego Krzyża w Warszawie.
Był żonaty, miał syna. 

## Upamiętnienie
- Minister obrony narodowej Aleksander Szczygło decyzją Nr 439/MON z 5 października 2007 awansował go pośmiertnie na stopnień pułkownika, Awans zostały ogłoszone 9  listopada 2007, w Warszawie, w trakcie uroczystości „Katyń Pamiętamy – Uczcijmy Pamięć Bohaterów”
- Krzyż Kampanii Wrześniowej – zbiorowe, pośmiertne odznaczenie pamiątkowe wszystkich ofiar zbrodni katyńskiej (1 stycznia 1986)

## Ordery i odznaczenia
- Krzyż Walecznych[8]
- Złoty Krzyż Zasługi (25 maja 1939)[20][14]